# Каратель (фільм, 2004)
Каратель (англ. The Punisher, 2004) — американський фільм, заснований на коміксах Marvel «The Punisher». Режисером фільму був Джонатан Генслейґ, відомий свою роботою над фільмом «Міцний горішок 3: Помста». У ролі головного героя Френка Касла знявся актор Томас Джейн, Джон Траволта виконав роль злодія Говарда Сейнта. Світова прем'єра відбулась 16 квітня 2004 року.

## Синопсис
Колишній оперативник загону Дельта, Френк Касл приходить на службу в ФБР як агент під прикриттям. Під час однієї з операцій через Касла помирає Боббі Сейнт — син відомого кримінального боса Говарда Сейнта. Сейнт наказує вбити Касла і його сім'ю. Гангстери Сейнта вирізують всю сім'ю Касла, але самому Френку дивом вдається вижити. Завдяки місцевому відлюдникові Френк повертається до життя з наміром помститися.
Касл поселяється у старому будинку з трьома дивакуватими сусідами. Френк ретельно вивчає життя Сейнта і при нагоді ставить йому палиці в колеса. Розлючений Сейнт посилає кількох кілерів, проте Френку вдається їх усіх здолати.
Наприкінці Френк підставляє дружину і найкращого друга Говарда Сейнта. Повіривши, що вони коханці, Сейнт вбиває обох. Після цього Касл вбиває останнього сина Сейнта, а потім розповідає Говарду, що його дружина і друг невинні. Після цього він прив'язує Сейнта до машини і підриває її.
Френк Касл вирішує, що не може дозволити, щоб з ким-небудь сталося те ж саме, що і з ним. Він стає Карателем і обіцяє боротися зі злочинністю до самої смерті.

## Актори
- Томас Джейн — Френк Касл / Каратель
- Джон Траволта — Говард Сейнт
- Вілл Паттон — Квентін Ґласс
- Ребекка Ромейн — Джоан
- Бен Фостер — Дейв
- Джон Пінетт — Бампо
- Саманта Матіс — Марія Елізабет Кастл
- Маркус Джонс — Вілл Кастл
- А. Рассел Ендрюс — Джиммі Вікс
- Джеймс Карпінелло — Боббі Сейнт/Джон Сейнт
- Лора Геррінґ — Лівія Сейнт
- Едуардо Яньєс — Майк Торо
- Едді Джемісон — Міккі Дюка
- Кевін Неш — Росіянин
- Марк Коллі — Гаррі «Чорт» Торнтон
- Рой Шайдер — Френк Касл старший
- Том Новікі — Лінкольн

## Фільмування
До початку фільмування Генслейґ мав у своєму розпорядженні менший кошторис, ніж хотів. Генслейґ знав, що бюджет більшості бойовиків становить близько 64 мільйонів доларів, тоді як у нього було всього 15 мільйонів. Окрім цього, на зйомки йому дали 50 днів, що наполовину менше, ніж у більшості фільмів. Через ці проблеми більшу частину сценарію довелося переписати. Згідно з коментарями на DVD, першою сценою фільму мав стати бій у Кувейті під час війни в затоці, і однією з сюжетних ліній розкривалася зрада найкращого друга Френка, що здав його Сейнту.
«Каратель» знімався в Тампі у Флориді. У період пре-продакшину Генслейґ і оператор Конрад Голл переглянули безліч бойовиків, кримінальних драм і вестернів 1970-х. Ці фільми допомогли творцям зрозуміти, у якому стилі має бути знятий «Каратель».

## Нагороди та номінації
Нагороди
- Prism Awards
  - Найкращий трюк з вогнем (Марк Чадвік)

Номінації
- World Stunt Awards (Taurus Award)
  - Найкращий трюк, зроблений жінкою-каскадером
  - Найкращий координатор трюків
  - Найкраща робота з машиною

## Факти
- Сцена вибуху перед Bank of America спричинила паніку серед місцевих жителів, які зразу ж подзвонили 911.
- Томас Джейн виконав більшість трюків самостійно.